# Lasioglossum tilachiforme
Lasioglossum tilachiforme är en biart som först beskrevs av Cockerell 1907.  Lasioglossum tilachiforme ingår i släktet smalbin, och familjen vägbin. Inga underarter finns listade i Catalogue of Life.